# Малтраверзо (Сијена)
Малтраверзо је насеље у Италији у округу Сијена, региону Тоскана.
Према процени из 2011. у насељу је живело 15 становника. Насеље се налази на надморској висини од 183 м.